# Овусу-Секьере, Деабеас
Деабеас Нии Клу Овусу-Секьере (нидерл. Deabeas Nii Klu Owusu Sekyere; 4 ноября 1999, Утрехт) — нидерландский футболист, левый крайний полузащитник и нападающий.

## Биография
Родился в Нидерландах в семье выходцев из Ганы. На детско-юношеском уровне занимался футболом в различных голландских клубах, в том числе в течение пяти лет — в академии амстердамского «Аякса» в одной команде с Маттейсом Де Лигтом, Джастином Клюйвертом, Ноа Лангом. В 2017 году перешёл в португальский «Лейшойнш», где играл только за команды до 19 и до 23 лет, а в сезоне 2018/19 выступал на правах аренды за клуб пятого дивизиона Португалии «Фреамунде». Летом 2019 года расторг контракт с «Лейшойншем», после этого сообщалось об интересе к игроку со стороны ряда британских клубов, среди них — «Мидлсбро» и «Барнсли».
В августе 2020 года перешёл в эстонский клуб «Пайде». Дебютировал в чемпионате Эстонии 22 августа 2020 года в матче против «Курессааре», заменив на 80-й минуте Эдгара Тура. Практически сразу стал ключевым игроком клуба. За половину сезона 2020 года забил 10 голов в 13 матчах высшей лиги и помог «Пайде» впервые в истории стать серебряным призёром чемпионата. В 2021 году стал бронзовым призёром чемпионата, а в 2022 году — обладателем Кубка Эстонии, «Пайде» также завоевал этот трофей впервые в своей истории. Всего за три неполных сезона футболист сыграл 52 матча и забил 27 голов в чемпионате Эстонии, а также принял участие в 7 матчах еврокубков.
В августе 2022 года перешёл в клуб Суперлиги Китая «Цанчжоу Майти Лайонс». Дебютировал в новом клубе 24 августа 2022 года в игре против «Чжэцзяна», выйдя на замену на 86-й минуте.

## Достижения
- Серебряный призёр чемпионата Эстонии: 2020
- Бронзовый призёр чемпионата Эстонии: 2021
- Обладатель Кубка Эстонии: 2021/22